# Đặng Thị Ngọc Thịnh
Đặng Thị Ngọc Thịnh (ur. 25 grudnia 1959 w Duy Trinh) – wietnamska polityk, członek Komitetu Centralnego Komunistycznej Partii Wietnamu, od 8 kwietnia 2016 do 6 kwietnia 2021 wiceprezydent i od 21 września do 23 października 2018 pełniąca obowiązki prezydenta kraju.
Do partii komunistycznej wstąpiła 19 listopada 1979. Od 2007 do 2012 była wiceprzewodniczącą Unii Kobiet. Od października 2010 do marca 2015 sprawowała funkcję sekretarza komitetu politycznego prowincji Vĩnh Long. 8 kwietnia 2016 roku została wybrana przez Zgromadzenie Narodowe na urząd wiceprezydent Wietnamu. 21 września 2018 została tymczasowo prezydentem Wietnamu po śmierci Trần Đại Quanga.
6 kwietnia 2021 przestała pełnić funkcję wiceprezydenta Wietnamu.